# Édgar Baumann
Édgar Baumann (ur. 16 kwietnia 1970) – paragwajski lekkoatleta specjalizujący się w rzucie oszczepem. Olimpijczyk z Atlanty.
Uczestnik mistrzostw świata 1993, 1995 i 1997 – nigdy nie udało mu się dostać do finału. Pierwszy południowoamerykański oszczepnik, który rzucił oszczepem ponad 80 metrów – 80,56 m w 1996. Rekord życiowy zawodnika wynosi 84,70 m (17 października 1999) i był do maja 2024 rekordem Ameryki Południowej.